# Zdenka Fantlová
Zdenka Fantlová, född 28 mars 1922 i Blatná i Tjeckoslovakien, död 14 november 2022 i London, var en tjeckisk skådespelare och förintelseöverlevare.

## Biografi
Fantlová växte upp i i Rokycany i Tjeckoslovakien. Hon och hennes familj, liksom stora delar av den judiska befolkningen i Tjeckoslovakien, deporterades i januari 1942 till gettot i Theresienstadt, dit även hennes pojkvän Arno tidigare förts. Ställd inför besked om att bli bortförd från Theresienstadt gjorde Arno en ring av tenn med inskriptionen "Arno 13.6.1942" som han gav till Zdenka som en förlovningspresent. Dagen efter bortfördes Arno och sågs aldrig mera till. Under svåra omständigheter bevarade Zdenka ringen av tenn som ett minne av sin ungdomskärlek, och den blev sedan en del av titeln på hennes självbiografi.
Fantlová deltog i den teaterverksamhet som förekom i Theresienstadt. Gettot stängdes hösten 1944 och dess invånare fördes vidare till andra läger. Fantlová och hennes mor och syster deporterades i boskapsvagnar till Auschwitz, där modern mördades kort efter ankomsten. Hon och hennes syster Lydia kom sedan att passera lägren Gross-Rosen i Tyskland, Mauthausen i Österrike och slutligen Bergen-Belsen, där systern Lydia dog i den tyfusepidemi som härjade där. Fantlová överlevde och befriades av den brittiska armén den 15 april 1945. 
Fantlová vistades en tid i Sverige där hon fick vård och återhämtning i Röda korsets regi. Hon emigrerade 1949 till Australien där hon verkade som skådespelare, och flyttade 1969 till London. Hon kom att under många år besöka skolor och andra organisationer och berätta om sina upplevelser av nazisternas övergrepp under andra världskriget.  

### Om Fantlová
- Garde, Pia-Kristina (2008). Mina föräldrars kärlek, avsnitt Zdenka Fantlová. Strängnäs: Axplock. sid. ss. 136-150. Libris 10636094. ISBN 9789185385379